# 蒙特羅斯 (密蘇里州)
蒙特羅斯（英語：Montrose）是位於美國密蘇里州亨利縣的城市。

## 人口
根據2020年美國人口普查的數據，蒙特羅斯的面積為1.48平方千米，皆為陸地。當地共有人口383人，而人口密度為每平方千米259人。